# Encarsia azimi
Encarsia azimi är en stekelart som beskrevs av Hayat 1986. Encarsia azimi ingår i släktet Encarsia och familjen växtlussteklar. Inga underarter finns listade i Catalogue of Life.